# Abandon (banda)
Abandon es un grupo musical de rock cristiano originario de San Antonio, Texas. La banda está formada por Justin Engler (voz y guitarra), Dave Vela (batería) y Stevan "Ben" Vela (guitarra eléctrica).
El grupo firmó con ForeFront Records a finales de 2007, aunque previamente ya habían sacado a la venta varios álbumes de forma independiente. El estilo musical del grupo se ha visto influenciado en su mayoría por The Killers, y el nombre de la banda proviene, según Justin Engler, de un versículo de La Biblia, más concretamente de Josué 22:3, que indica: "Dios nos habló de no abandonar ningún hermano".

## Historia
Abandon está formado por dos hermanos (Justin y Josh Engler), dos primos (Dave y Stevan Vela) y Bryan Fowler, los cuales se conocieron en la iglesia y finalmente formaron la banda en 2002, aunque no empezaron a tocar de forma oficial hasta 2005, cuando comenzaron a dar conciertos en su ciudad natal. Ese mismo año lanzaron su primer álbum, Ambush, de forma independiente.
El grupo firmó con ForeFront Records en otoño de 2007. El cazatalentos Chris York, el cual pertenecía a la compañía discográfica A&R (subsidaria de ForeFront) y permitió dar a conocer a Abandon, respondió en una entrevista como conoció al grupo: "Yo estaba cenando en un restaurante mexicano con mi esposa cuando ella estaba molesta de le yo le daba poca atención, básicamente porque yo estaba escuchando música en el club al lado y era un sonido realmente increíble".
El primer EP del grupo, que tomó el nombre de la propia banda, fue lanzado el 22 de julio de 2008. Para promocionar el disco, se tomaron las canciones "Providence" y "All Because of You", las cuales fueron lanzadas como sencillos el 1 de agosto. La canción más popular de la banda es "Providence", la cual alcanzó el #7 puesto en Hot Christian Songs.

## Discografía

### Álbumes de estudio
- 2006: Who You Are (independiente)
- 2009: Searchlights (ForeFront Records)
- 2011: Control (ForeFront Records)
- 2012: Control, Expanded Edition (ForeFront Records)
- 2014: Love Prevails (independiente)

### EP
- 2005: Abandon Ambush EP
- 2008: Abandon EP
- 2009: Abandon II EP

### Sencillos
- 2011: Feel it in Your Heart (independiente)
- 2014: It Was Love (independiente)
- 2014: While We're Living (independiente)
- 2014: Forever (independiente)